# Феррер (коммуна)
Ферре́р (фр. Ferrère, окс. Harrèra) — коммуна во Франции, находится в регионе Юг — Пиренеи. Департамент — Верхние Пиренеи. Входит в состав кантона Молеон-Барус. Округ коммуны — Баньер-де-Бигор.
Код INSEE коммуны — 65175.

## География

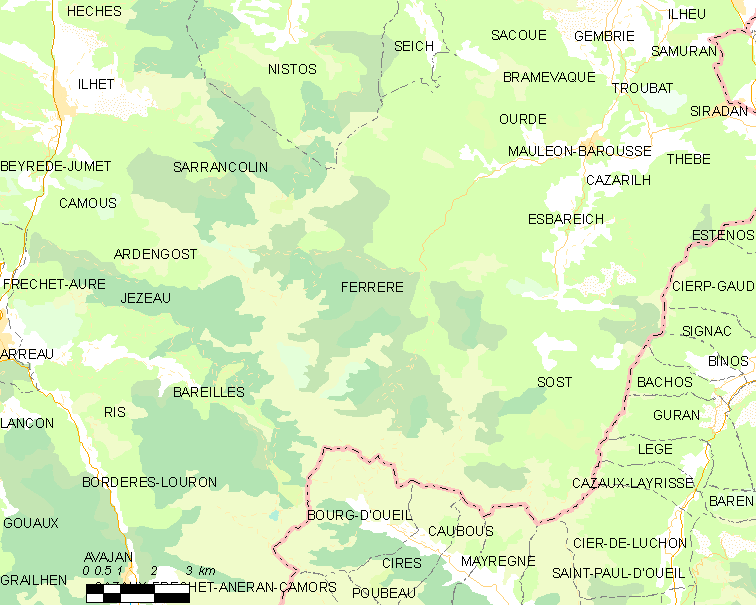
Карта коммуны

Коммуна расположена приблизительно в 670 км к югу от Парижа, в 105 км юго-западнее Тулузы, в 50 км к юго-востоку от Тарба.
По территории коммуны протекает река Урс.

## Климат
Климат умеренно-океанический с солнечной тёплой погодой и обильными осадками на протяжении практически всего года.

## Население
Население коммуны на 2010 год составляло 57 человек.
| 1962 | 1968 | 1975 | 1982 | 1990 | 1999 | 2010 |
| ---- | ---- | ---- | ---- | ---- | ---- | ---- |
| 103  | 100  | 64   | 57   | 50   | 55   | 57   |

## Администрация
| Период | Период | Фамилия      | Партия | Примечания |
| ------ | ------ | ------------ | ------ | ---------- |
| 1983   | 2020   | Жан-Луи Уссе |        |            |

## Экономика
В 2010 году среди 40 человек трудоспособного возраста (15-64 лет) 23 были экономически активными, 17 — неактивными (показатель активности — 57,5 %, в 1999 году было 80,6 %). Из 23 активных жителей работали 19 человек (12 мужчин и 7 женщин), безработных было 4 (1 мужчина и 3 женщины). Среди 17 неактивных 1 человек был учеником или студентом, 14 — пенсионерами, 2 были неактивными по другим причинам.

## Достопримечательности
- Церковь Св. Архангела Михаила (XIX век)

## Фотогалерея

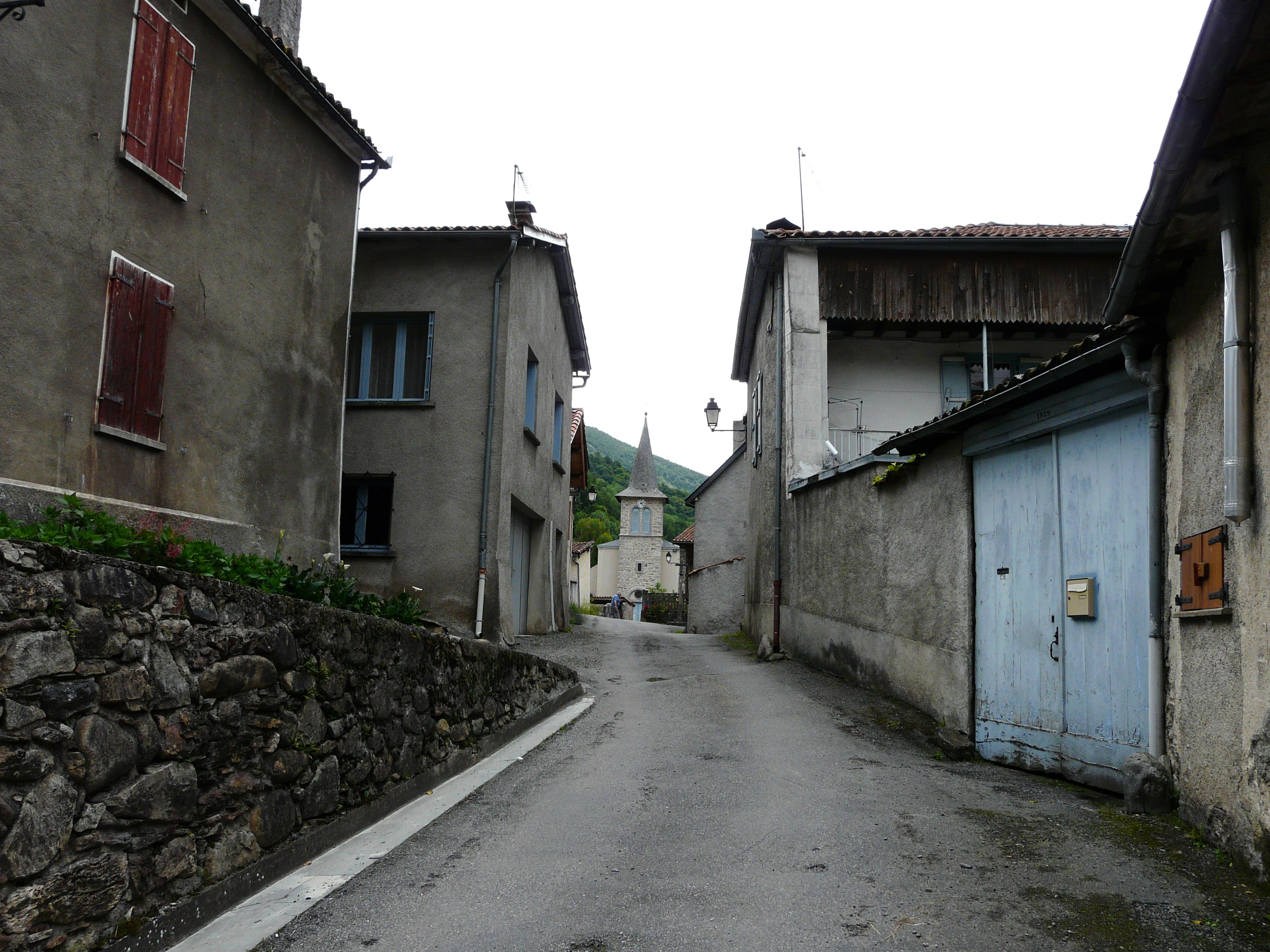
Феррер
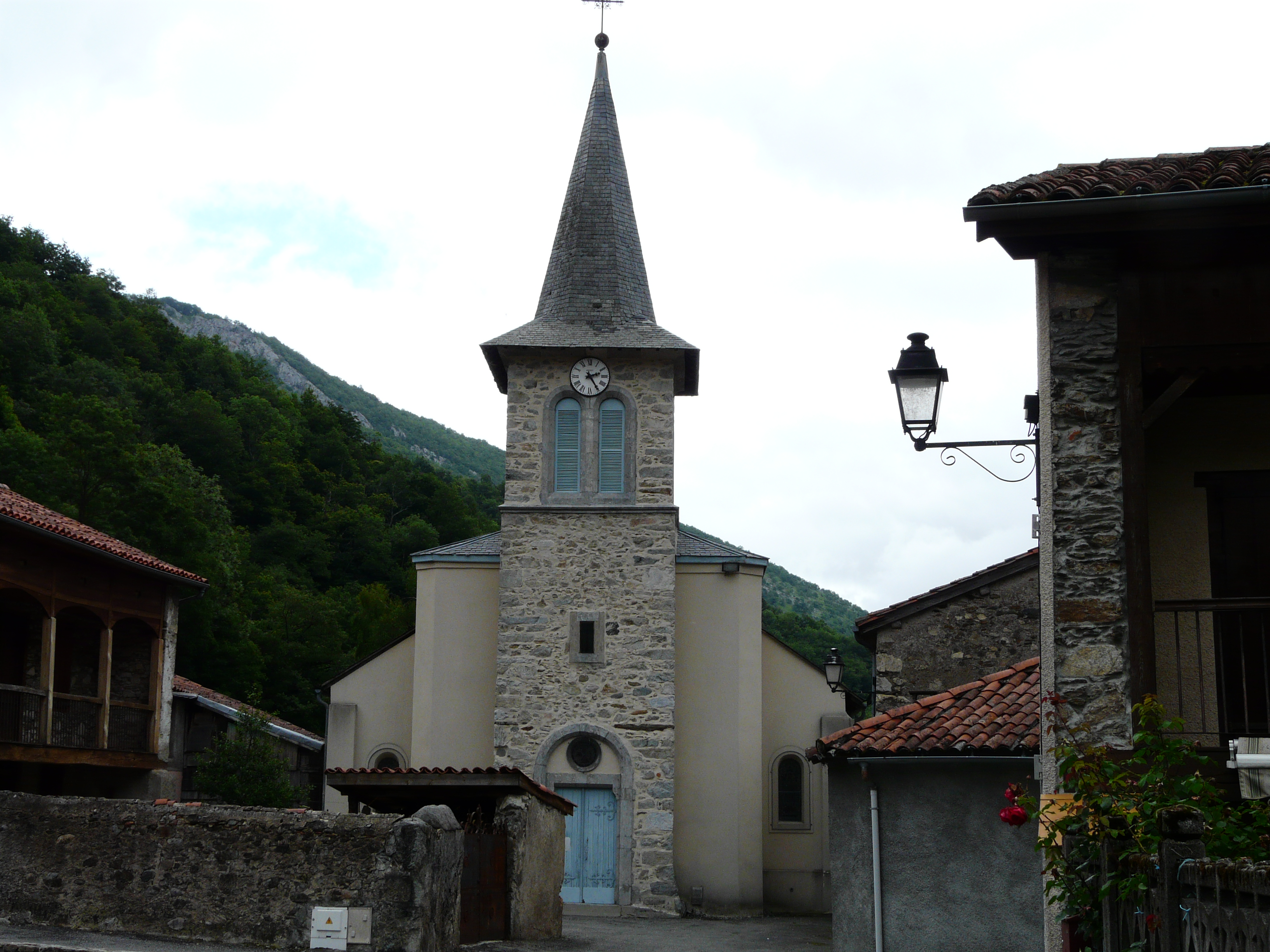
Церковь Св. Архангела Михаила
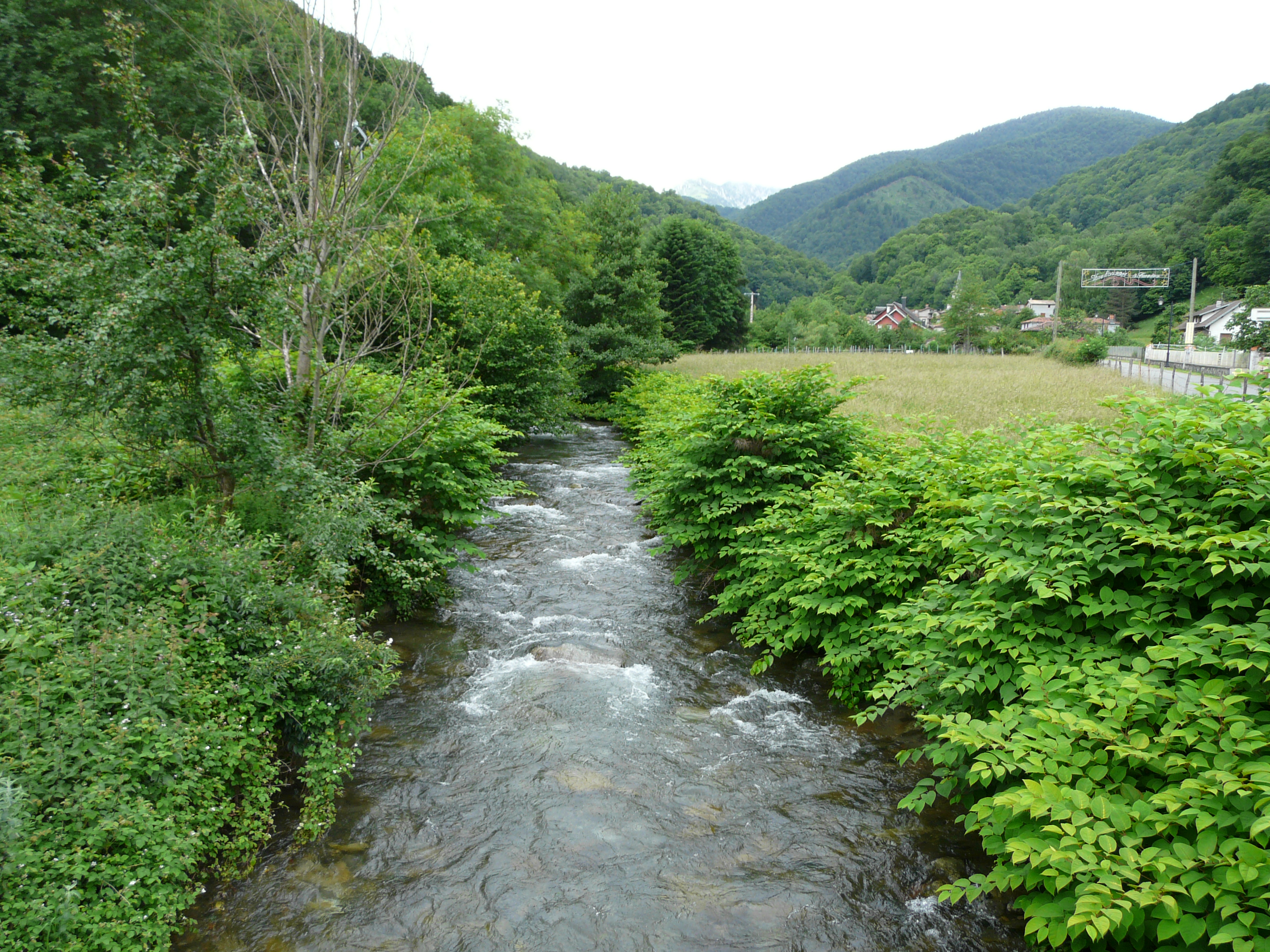
Река Урс
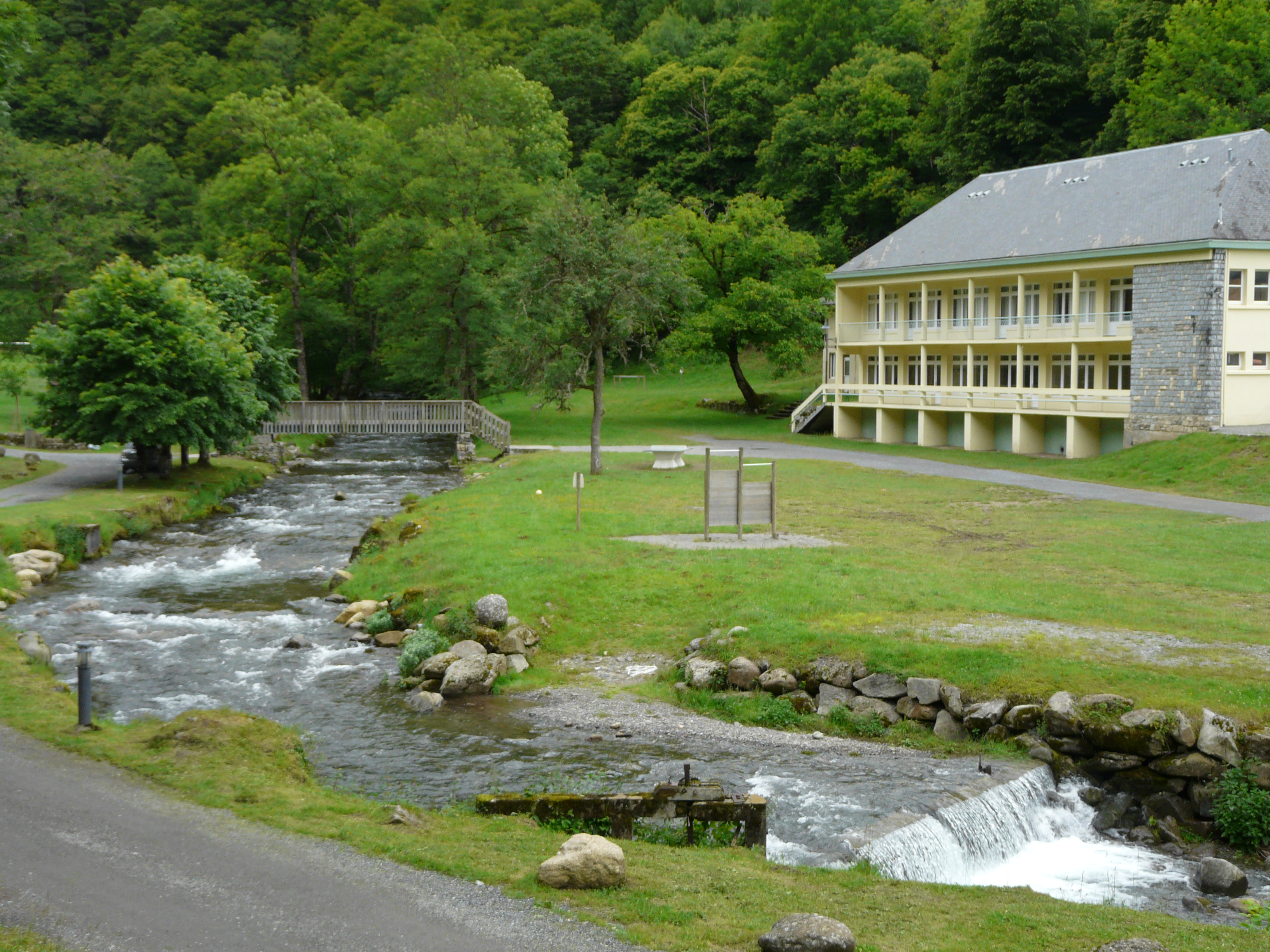
Река Урс и шале Сен-Нере